# Lista de prefeitos de Palmas
Esta é a lista de prefeitos e vice-prefeitos do município de Palmas, capital do estado brasileiro do Tocantins.

### Capital provisória de Tocantins
Através do Decreto Federal No. 97.215, DE 13 DE DEZEMBRO DE 1988 , Miracema do Norte (hoje Miracema do Tocantins), foi indicada como capital provisória do Estado de Tocantins, onde, em 01 de janeiro de 1989, foram empossados os recém-eleitos Governador, Vice-Governador e Deputados Estaduais. Miracema foi capital por exatamente um ano, até 31 de dezembro de 1989 pois, por determinação da Constituição Estadual aprovada em 5 de outubro de 1989, a capital foi transferida para Palmas, instalada oficialmente em 01 de janeiro de 1990.

## Prefeitos de Palmas

### Período de Instalação da Capital Estadual (1990-1992)
Palmas, apesar de ter sido fundada em 20 de maio de 1989, só foi oficialmente instalada em 01 de janeiro de 1990. Para que isso tenha sido possível, o anterior município de Taquarussu do Porto, que foi emancipado de Porto Nacional em 01 de janeiro de 1988,   e instalado em 01 de junho de 1989, após eleições extemporâneas convocadas para 16 de abril de 1989, teve a sua sede municipal transferida para a localidade de Palmas, convertendo-se, assim, em distrito de Palmas. Com isso, o primeiro prefeito de Taquarussu do Porto, Fenelon Barbosa, tornou-se o primeiro prefeito da nova capital, terminando seu mandato em 31 de dezembro de 1992, juntamente com o restante dos prefeitos do País.
      Partido da Frente Liberal
| Nº | Nome            | Imagem | Mandato                                                        | Partido                         | Vice                   | Observações                                                                                        |
| 1  | Fenelon Barbosa |        | 1º de Janeiro de 1990 a 1º de Janeiro de 1993 (3 anos, 0 dias) | Partido da Frente Liberal (PFL) | João Alves de Oliveira | Prefeito e Vice-Prefeito Eleitos em Sufrágio Universal (Eleições realizadas em16 de abril de 1989) |

### Prefeitos eleitos após instalação da Capital (1992-atual)
Com a cidade de Palmas sendo instituída como capital do Tocantins, ocorreria eleições diretas no município. De 1992 a 2020, todas as eleições eram definidas em turno único, tendo em vista que a população de Palmas era inferior a 200 mil habitantes. Em 2024, as eleições passaram a ser em segundo turno, uma vez que, a cidade alcançou a marca de 200 mil habitantes.
Partido dos Prefeitos
      PP (Anteriormente PPR e PPB)       PL (1985)       PT       PSB       PSDB       Podemos
| Nº | Nome                    | Imagem                                                                                                | Mandato                                                        | Partido                                        | Vice                                      | Vice                                           | Vice                                      | Vice                                                           | Ano da Eleição                                                                                      | Observações                                             |
| 2  | Eduardo Siqueira Campos | | 1º de Janeiro de 1993 a 1º de Janeiro de 1997 (4 anos, 0 dias) | Partido Democrata Cristão (PDC) - até 1993     |                                           | Mariza Sales Coelho                            |                                           | Partido da Frente Liberal (PFL)                                | 1992                                                                                                | Prefeito e Vice-Prefeita Eleitos em Sufrágio Universal  |
| 2  | Eduardo Siqueira Campos | Partido Progressista Reforrmador (PPR) - de 1993 a 1995                                               | 1º de Janeiro de 1993 a 1º de Janeiro de 1997 (4 anos, 0 dias) |                                                |                                           | Mariza Sales Coelho                            |                                           | Partido da Frente Liberal (PFL)                                | 1992                                                                                                | Prefeito e Vice-Prefeita Eleitos em Sufrágio Universal  |
| 2  | Eduardo Siqueira Campos | Partido Progressista Brasileiro (PPB) - desde 1995                                                    | 1º de Janeiro de 1993 a 1º de Janeiro de 1997 (4 anos, 0 dias) |                                                |                                           | Mariza Sales Coelho                            |                                           | Partido da Frente Liberal (PFL)                                | 1992                                                                                                | Prefeito e Vice-Prefeita Eleitos em Sufrágio Universal  |
| 3  | Odir Rocha              | | 1º de Janeiro de 1997 a 1º de Janeiro de 2001 (4 anos, 0 dias) | Partido Progressista Brasileiro (PPB)          |                                           | Adagsmar Araújo                                | Partido da Frente Liberal (PFL)           | 1996                                                           | Prefeito e Vice-Prefeito Eleitos em Sufrágio Universal                                              |                                                         |
| 4  | Nilma Ruiz              | | 1º de Janeiro de 2001 a 1º de Janeiro de 2005 (4 anos, 0 dias) | Partido da Frente Liberal (PFL) - até 2004     |                                           | Raimundo Boi                                   |                                           | Partido Progressista Brasileiro (PPB)                          | 2000                                                                                                | Prefeita e Vice-Prefeito Eleitos em Sufrágio Universal  |
| 4  | Nilma Ruiz              | Cargo Vago: O vice-prefeito renunciou ao cargo, para assumir o cargo de vice-governador do Tocantins. | 1º de Janeiro de 2001 a 1º de Janeiro de 2005 (4 anos, 0 dias) | Partido da Frente Liberal (PFL) - até 2004     |                                           |                                                |                                           |                                                                | 2000                                                                                                | Prefeita e Vice-Prefeito Eleitos em Sufrágio Universal  |
| 4  | Nilma Ruiz              | Partido Liberal (PL) - desde 2004                                                                     | 1º de Janeiro de 2001 a 1º de Janeiro de 2005 (4 anos, 0 dias) |                                                |                                           |                                                |                                           |                                                                | 2000                                                                                                | Prefeita e Vice-Prefeito Eleitos em Sufrágio Universal  |
| 5  | Raul Filho              | | 1º de Janeiro de 2005 a 1º de Janeiro de 2013 (8 anos, 0 dias) | Partido dos Trabalhadores (PT)                 |                                           | Derval Batista de Paiva                        |                                           | Partido do Movimento Democrático Brasileiro (PMDB)             | 2004                                                                                                | Prefeito e Vice-Prefeito Eleitos em Sufrágio Universal  |
| 5  | Raul Filho              | | 1º de Janeiro de 2005 a 1º de Janeiro de 2013 (8 anos, 0 dias) | Partido dos Trabalhadores (PT)                 | Edna Oliveira Maciel Agnolin              |                                                | Partido Democrático Trabalhista (PDT)     | 2008                                                           | Prefeito Reeleito e Vice-Prefeita Eleita em Sufrágio Universal                                      |                                                         |
| 6  | Carlos Amastha          | | 1º de Janeiro de 2013 a 3 de Abril de 2018 (5 anos, 92 dias)   | Partido Progressista (PP) - até 2015           |                                           | Sargento Aragão                                |                                           | Partido Popular Socialista (PPS)                               | 2012                                                                                                | Prefeito e Vice-Prefeito Eleitos em Sufrágio Universal. |
| 6  | Carlos Amastha          | Cargo Vago. O vice-prefeito renunciou ao cargo                                                        | 1º de Janeiro de 2013 a 3 de Abril de 2018 (5 anos, 92 dias)   | Partido Progressista (PP) - até 2015           |                                           |                                                |                                           |                                                                | 2012                                                                                                | Prefeito e Vice-Prefeito Eleitos em Sufrágio Universal. |
| 6  | Carlos Amastha          | Partido Socialista Brasileiro (PSB) - desde 2015                                                      | 1º de Janeiro de 2013 a 3 de Abril de 2018 (5 anos, 92 dias)   |                                                |                                           |                                                |                                           |                                                                | 2012                                                                                                | Prefeito e Vice-Prefeito Eleitos em Sufrágio Universal. |
| 6  | Carlos Amastha          | | 1º de Janeiro de 2013 a 3 de Abril de 2018 (5 anos, 92 dias)   | Cinthia Ribeiro                                |                                           | Partido da Social Democracia Brasileira (PSDB) | 2016                                      | Prefeito Reeleito e Vice-Prefeita Eleita em Sufrágio Universal | |                                                         |
| 7  | Cinthia Ribeiro         | | 3 de Abril de 2018 a 1º de Janeiro de 2025 (6 anos, 273 dias)  | Partido da Social Democracia Brasileira (PSDB) | Cargo Vago: A titular era a vice-prefeita | Cargo Vago: A titular era a vice-prefeita      | Cargo Vago: A titular era a vice-prefeita | Cargo Vago: A titular era a vice-prefeita                      | Vice-Prefeito assume o cargo do titular após a renuncia do mesmo para concorrer ao governo estadual |                                                         |
| 7  | Cinthia Ribeiro         | | 3 de Abril de 2018 a 1º de Janeiro de 2025 (6 anos, 273 dias)  | Partido da Social Democracia Brasileira (PSDB) | André Gomes                               |                                                | Avante                                    | 2020                                                           | Prefeita reeleita e vice-prefeito eleito em sufrágio universal                                      |                                                         |
| 8  | Eduardo Siqueira Campos | | No cargo desde 1º de Janeiro de 2025 (187 dias)                | Podemos                                        |                                           | Carlos Velozo                                  |                                           | Agir                                                           | 2024                                                                                                | Prefeito e Vice-Prefeito Eleitos em Sufrágio Universal  |